# تيكومة
التيكومة  أو التَكُومَة أو التَكُومَة (الاسم العلمي: Tecoma) هي جنس من النباتات يتبع الفصيلة البنيونية من رتبة الشفويات.

## أنواع التيكومة
- تيكومة بيكية (الاسم العلمي:Tecoma beckii)
- تيكومة رأس الرجاء (الاسم العلمي:Tecoma capensis)
- تيكومة رفيعة الأزهار (الاسم العلمي:Tecoma tenuiflora)
- تيكومة سمراء (الاسم العلمي:Tecoma fulva)
- تيكومة كستنائية الأوراق (الاسم العلمي:Tecoma castanifolia)
- تيكومة نياسية (الاسم العلمي:Tecoma nyassae)
- تيكومة واقفة (الاسم العلمي:Tecoma stans)
- تيكومة وردية الأوراق (الاسم العلمي:Tecoma rosifolia)
- (الاسم العلمي:Tecoma cochabambensis)
- (الاسم العلمي:Tecoma weberbaueriana)
- تيكومة أمازونية (الاسم العلمي:Tecoma amazonica)
- تيكومة ثنبرجية (الاسم العلمي:Tecoma thunbergi)
- تيكومة شويكية (الاسم العلمي:Tecoma setulosa)
- تيكومة صفراء الأزهار (الاسم العلمي:Tecoma luteoflora)
- تيكومة عربية (الاسم العلمي:Tecoma arabica)
- تيكومة غابونية (الاسم العلمي:Tecoma gabonensis)
- تيكومة غدية (الاسم العلمي:Tecoma glandulifera)
- تيكومة كافاليرية (الاسم العلمي:Tecoma cavaleriei)
- تيكومة ماكنية (الاسم العلمي:Tecoma mackenii)
- تيكومة منشارية (الاسم العلمي:Tecoma serrata)
- تيكومة هلباء (الاسم العلمي:Tecoma hirsuta)
- (الاسم العلمي:Tecoma leucophlocoa)
- (الاسم العلمي:Tecoma leucoxylon)
- (الاسم العلمي:Tecoma x smithii)
- (الاسم العلمي:Tecoma zeyheri)